# Чемпионат Монголии по международным шашкам среди женщин
Чемпионат Монголии по международным шашкам среди женщин — ежегодный турнир по шашкам проводимый Федерацией шашек Монголии.

## Призёры
| Год  | Золото                   | Серебро                  | Бронза                   |
| ---- | ------------------------ | ------------------------ | ------------------------ |
| 2007 | Энхзаяа Цэрэнбямба       | Еруулжавын Ариунзая      | Sarantsentseg Sandui     |
| 2008 |                          |                          |                          |
| 2009 |                          |                          |                          |
| 2010 |                          |                          |                          |
| 2011 |                          |                          |                          |
| 2012 | Батдэлгэрийн Нандинцэцэг | Ньямгерель Сухи          | Энхзаяа Цэрэнбямба       |
| 2013 | Эрдэнетсогт Мандахнаран  | Ганбаагийн Хэрлэнмурэн   | Мижгээгийн Хишигбаяр     |
| 2014 | Моломжамцын Одгэрэл      | Ганбаатарын Амгалан      | Еруулжавын Ариунзая      |
| 2015 | Моломжамцын Одгэрэл      | Батдэлгэрийн Нандинцэцэг | Ганбаагийн Хэрлэнмурэн   |
| 2016 | Моломжамцын Одгэрэл      | Ганбаагийн Хэрлэнмурэн   | Мунхжин Баатархуу        |
| 2017 | Еруулжавын Ариунзая      | Мишээл Баяр              | Моломжамцын Одгэрэл      |
| 2018 | Мунхжин Баатархуу        | Ганбаагийн Хэрлэнмурэн   | Батдэлгэрийн Нандинцэцэг |
| 2019 | Ганбаагийн Хэрлэнмурэн   | Энхболд Хуслен           | Мунхжин Баатархуу        |
| 2022 | Мишээл Баяр              | Лхагвадолгор Норовсурен  | Анужин Баатархуу         |
| 2023 | Анужин Баатархуу         | Лхагвадолгор Норовсурен  | Мунхжин Баатархуу        |
| 2024 | Мунхжин Баатархуу        | Эрденесайхан Даариимаа   | Цацрал Цогтгерель        |